# История почты и почтовых марок Папской области
История почты и почтовых марок Папской области насчитывает два периода — домарочный (до 1 января 1852 года, включая французскую оккупацию) и период выпуска и обращения на территории Папской области собственных почтовых марок (с 1 января 1852 по 20 сентября 1870 года).

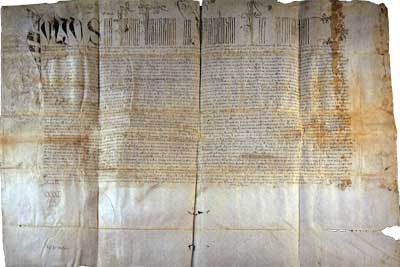
Булла папы Юлия II (1505)

## Домарочный период

### Папское государство
История почты на территории Папского государства прослеживается с отдалённых времён. Доставка посланий пап и собственная почтовая связь существовали начиная с момента образования этого государства в VIII веке.
Папство всегда располагало средствами обмена информацией между Святым Престолом и католическими общинами, который осуществлялся с помощью особых гонцов и монастырских курьеров. Используя эти средства связи, Ватикан рассылал по Европе различные документы и послания, в том числе бреве, буллы, апостолические конституции, энциклики, разрешения, motu proprio, рескрипты и т. п.

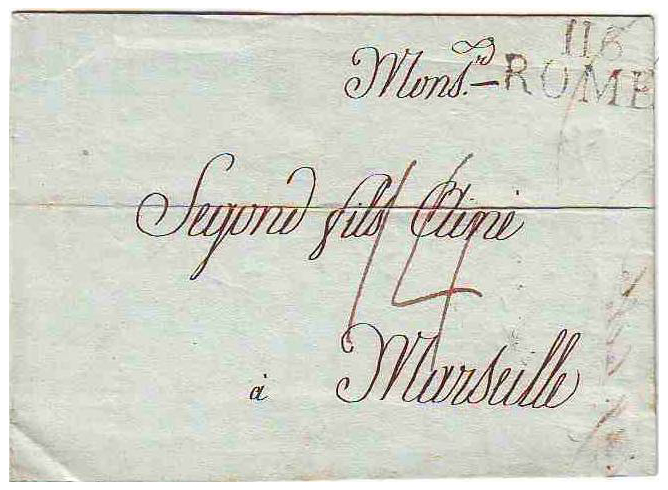
Конверт письма, отправленного из Рима в Милан и погашенного Почтовый штемпель линейного вида с номером 116 (1813)

### Французская оккупация
В начале XIX века территория Папской области была оккупирована Францией и разбита на 130 административных (и, соответственно, почтовых) департаментов. С 1809 по 1814 год в каждом департаменте применялись номерные почтовые штемпели линейного вида. Например, населённым пунктам в департаменте Тибра (или Рима) соответствовали штемпели, начинавшиеся на номер 116. После Венского конгресса 1815 года Папскому государству была возвращена независимость и в нём была восстановлена самостоятельная почтовая служба.

## Выпуски почтовых марок
Почтовые марки Папской области, или итал. «bolli franchi» («франко-марки»), как они назывались в то время, были введены в обращение по указу кардинала Джакомо Антонелли от 29 ноября 1851 года и последующего постановления Министерства финансов от 19 декабря 1851 года «Положение о применении почтовых марок на почтовой корреспонденции» («Regolamento per l’applicazione dei bolli franchi alla corrispondenza postale»).
Первые марки Папского государства вышли 1 января 1852 года. Серия состояла из восьми беззубцовых миниатюр номиналом в ½, 1, 2, 3, 4, 5, 6 и 7 байокко («BAJ» — сокращение от итал. bajocco) с изображением папского герба — скрещённых ключей Святого Петра и папской тиары в различных вариантах — и надписью «FRANCO BOLLO POSTALE» («Почтовая франко-марка»). Название государства не указывалось. Марки печатались чёрной краской на цветной бумаге ручного производства разных оттенков. Тираж марок достигал 8 млн экземпляров. В июле серию дополнили две миниатюры номиналами в 50 байокко и 1 скудо («SCUDO»), а в октябре марка в 8 байокко, которые были отпечатаны на белой бумаге.
Тираж 1854 года был сделан маслянистой печатью для предотвращения фальсификации. В 1860—1867 годах эти же марки выходили на бумаге машинного изготовления. Они находились в обращении до 21 сентября 1867 года, когда были изъяты в связи с изменением валюты.

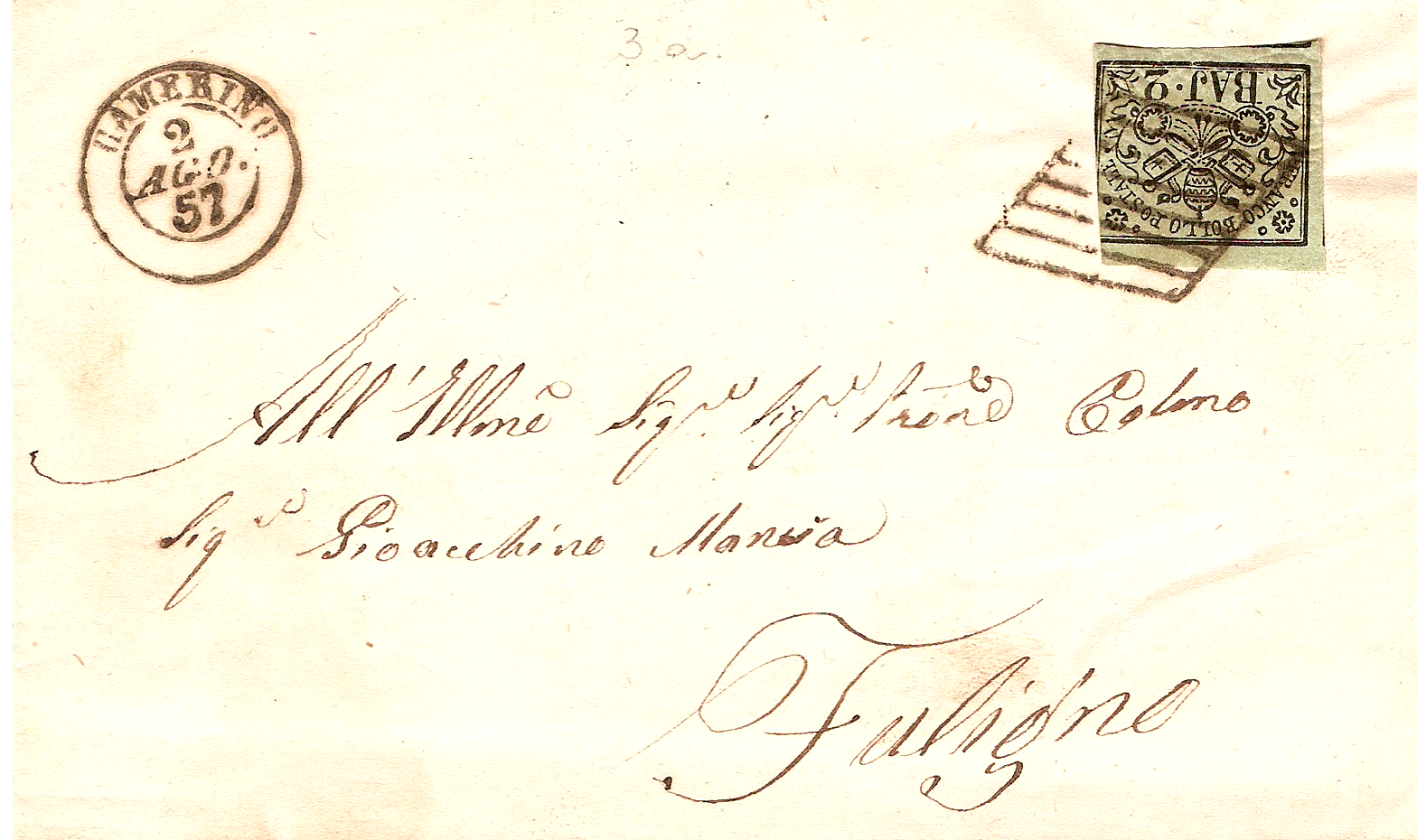
Конверт с почтовой маркой Папской области (1857). На марке первого выпуска номиналом в 2 байокко (наклеена вверх ногами) изображены атрибуты папской власти — тиара и ключи Святого Петра; на почтовом штемпеле дата — 2 августа 1857 года

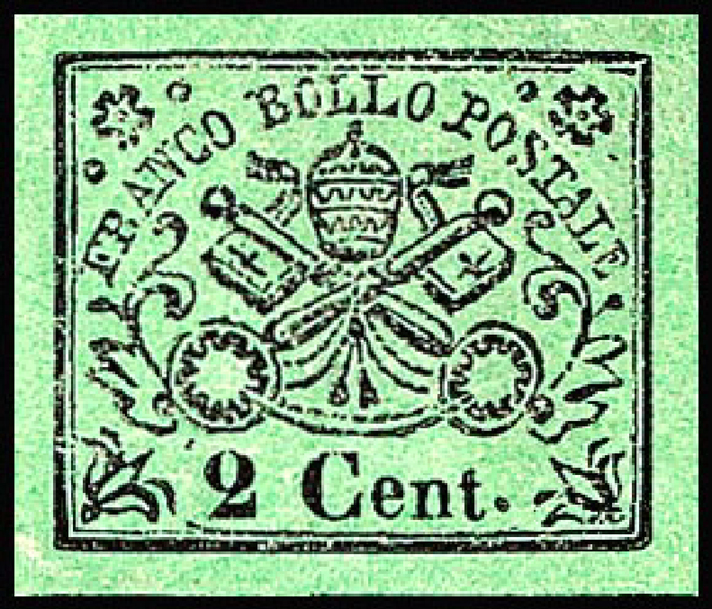
Почтовая марка Папской области из второго выпуска, 1867(Sc #12)

21 сентября 1867 года в обращение поступили марки с номиналами в новой валюте. Серия состояла из семи беззубцовых марок номиналами в 2, 3, 5, 10, 20, 40 и 80 чентезимо («CENT» — сокращение от итал. centesimo), напечатанных на цветной глянцевой бумаге. 12 марта 1868 года эти же марки были выпущены с зубцами и с некоторыми вариациями в оттенках использованной бумаги.
Почтовая служба Папской области официально разрешала использовать разрезанные марки высокого номинала в качестве марок мелких номиналов. На письмах известны половина, треть, две трети и четверть марки.
Выпуск знаков почтовой оплаты Папской области был прекращён после взятия Рима 20 сентября 1870 года и вхождения области в состав Италии. Марки Папского государства находились в обращении до конца декабря 1870 года. Встречаются смешанные франкировки с марками Италии. В дальнейшем на бывшей территории Папской области применялись итальянские знаки почтовой оплаты.
Согласно данным из работы Л. Л. Лепешинского (1967), всего с 1852 по 1870 год было выпущено 25 почтовых марок (без учёта разновидностей).

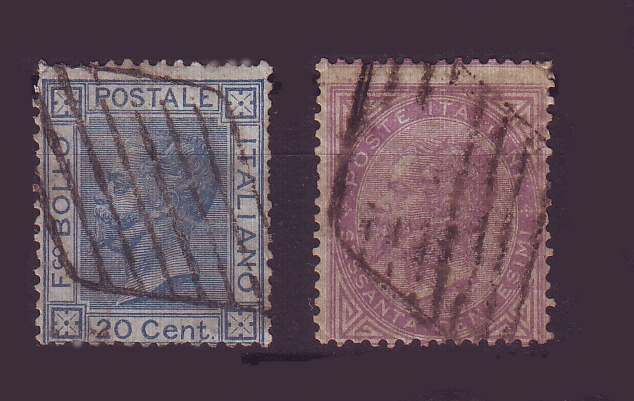
Марки Королевства Италии 1867 и 1863 годов, погашенные папскими почтовыми штемпелями

## Переходный период
В переходный период, в объединения итальянских государств, в некоторых почтовых отделениях центральной Италии употреблялись характерные почтовые штемпели Папской области — в виде ромба с внутренними параллельными линиями.

## Новоделы
Известны четыре частных новодела серий 1867—1868 годов:
- Усильи,
- Моэнса,
- Джелли и Тани,
- Давида Кона.

Они отличаются от оригиналов оттенками, расплывчатой печатью и более крупной перфорацией.

## Австрийская оккупация
Во время австрийской оккупации 1849—1853 годов марки Папской области использовались австрийской полевой почтой. Встречаются марки, гашённые штемпелями с надписью нем. «Feldpost» («Полевая почта») и номерами 1 и 31. Известны фальсификаты, изготовленные в Болонье литографическим способом и использованные в этом и других городах.